# Curimopsis sibirica
Curimopsis sibirica is een keversoort uit de familie pilkevers (Byrrhidae). De wetenschappelijke naam van de soort is voor het eerst geldig gepubliceerd in 1970 door Paulus.